# Julvécourt
Julvécourt is een gemeente in het Franse departement Meuse in de regio Grand Est en telt 70 inwoners (2009). De plaats maakt deel uit van het arrondissement Verdun.
De plaats maakt sinds maart 2015 deel uit van het toen opgerichte kanton Dieue-sur-Meuse. Daarvoor was het deel van het toen opgeheven kanton Souilly.

## Geografie
De oppervlakte van Julvécourt bedraagt 9,0 km², de bevolkingsdichtheid is dus 7,8 inwoners per km².
De onderstaande kaart toont de ligging van Julvécourt met de belangrijkste infrastructuur en aangrenzende gemeenten.

## Demografie
Onderstaande figuur toont het verloop van het inwonertal (bron: INSEE-tellingen).